# 逆撫でロマンス
逆撫でロマンス（さかなでロマンス）は、日本の男女からなる4人組ロックバンドである。
楽曲をromance（ロマンス）と呼ぶ。
コンビ名は、旧メンバー豊田が過去に組んでいたお笑いコンビの名前であり、メンバー全員それぞれお笑い芸人としても活動している。

## メンバー
がえにゃんこ　1994年2月28日（31歳） -
- ギターボーカル担当
- 本名 寒河江航（さがえわたる）、埼玉県久喜市出身
- 太鵬のメンバー

しょだわんこ　1989年8月25日（35歳） -
- ギター担当
- 本名 庄田健裕（しょうだたけひろ）、埼玉県越谷市出身
- プリズンクイズチャンネルのメンバー

ハセリス 1995年3月13日（30歳） -
- ドラムス担当
- 本名 長谷川（はせがわ）、福岡県出身
- ナノムゲンのメンバー

ヘドゥ 1993年4月27日（31歳） -
- ベース担当
- 本名 白神菜生子（しらがなおこ）、岡山県倉敷市出身
- 元キャラメル文庫のメンバー
- 好きな食べ物は、茶碗蒸し

## 来歴
2020年
- 10月、現メンバーでの活動を開始する。
- 11月4日 - 1st romance『サイドステップで見守る』（がえにゃんこ作詞作曲）をリリース。
- 12月9日 - 2nd romance『からっぽ』（ふみぱんだ作詞作曲）をリリース。

2021年
- 1月13日 - 3rd romance『easy feel』（がえにゃんこ作詞作曲）をリリース。
- 2月16日 - 4th romance『massage message』をリリース。
- 3月18日 - 5th romance『チキチキ』（がえにゃんこ作詞作曲）をリリース。
- 4月24日 - 1st Album『最高☆傑作』をリリース。
- 4月25日 - 6th romance『Lamp』（ハセリス作詞作曲）をリリース。
- 5月31日 - 7th romance『シゴいたらピーナッツ』（しょだわんこ作詞作曲）をリリース。
- 6月1日 - 8th romance『低気圧』（ヘドゥ作詞作曲）をリリース。
- 7月15日 - 9th romance『キャンバス』（しょだわんこ作詞）をリリース。
- 8月17日 - 10th romance『行かないで』（ハセリス作詞作曲）をリリース。
- 9月25日 - 11th romance『In jack is...』（がえにゃんこ作詞作曲）をリリース。
- 10月28日 - 12th romance『sakanade march』をリリース。
- 11月13日 - 2nd Album『究極☆完全体』をリリース。
- 11月27日 - 13th romance『世界に一つだけの君たち』をリリース。
- 12月8日 - 14th romance『クリスマスツリー』（へドゥ作詞作曲）をリリース。

2022年
- 1月26日 - 15th romance『叫びたくなってきました』（がえにゃんこ作詞作曲）をリリース。
- 2月27日 - 16th romance『horizon』をリリース。
- 3月17日 - 17th romance『夜がまたくる』（ハセリス作詞作曲）をリリース。
- 3月27日 - shimokitazawa THREEにて開催『New Now!」にて初ライブ出演。[1]
- 4月28日 - 18th romance『気が向いたら』（がえにゃんこ作詞作曲）をリリース。
- 5月25日 - 19th romance『アイラブユー』（がえにゃんこ作詞ハセリス作曲）をリリース。
- 6月4日 - 3rd Album『弦楽☆革命』をリリース。
- 7月31日 - shimokitazawa THREEにて開催「New Now!」に出演。[2]

2023年
・1月1日 -逆撫でロマンスホームページ開設。
・1月9日 -shimokitazawa THREEにて開催「New Now! -vol. 8-」に出演。

## ディスコグラフィ

### デジタルアルバム
|     | リリース日     | タイトル    | 収録曲 |
| --- | -------------- | ----------- | --- |
| 1st | 2021年4月24日  | 最高☆傑作   | 1. サイドステップで見守る 2. からっぽ 3. easy feel 4. Massage Message 5. Lamp                                      |
| 2nd | 2021年11月13日 | 究極☆完全体 | 1. シゴいたらピーナッツ 2. 低気圧 3. キャンバス 4. 行かないで 5. In jack is... 6. sakanade march                   |
| 3rd | 2022年6月4日   | 弦楽☆革命   | 1. 世界に一つだけの君たち 2. クリスマスツリー 3. 叫びたくなってきました 4. horizon 5. 夜がまたくる 6. 気が向いたら |

## ライブ

### 出演イベント
- 2022年3月27日 New Now! -shimokitazawa THREE
- 2022年7月31日 New Now! -shimokitazawa THREE
- 2023年1月9日 New Now! -vol.8- -shimokitazawa THREE